# Christine Crawley, Baroness Crawley

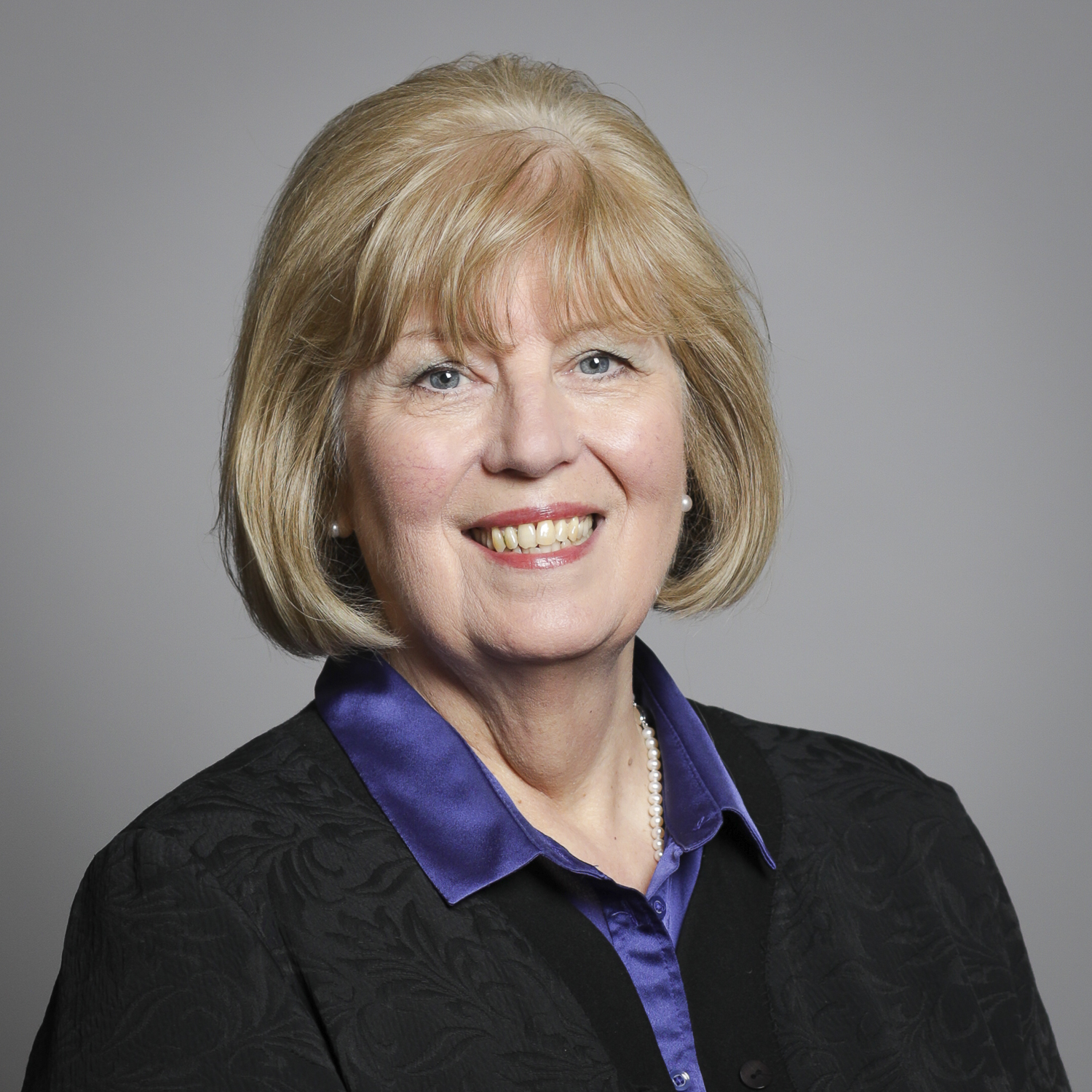
Christine Crawley, Baroness Crawley

Christine Mary Crawley, Baroness Crawley FRSA (* 9. Januar 1950) ist eine britische Politikerin der Labour Party und Life Peer.

## Biografie
Crawley ging auf die Notre Dame Roman Catholic Girls' School in Birmingham und studierte anschließend am Digby Stuart College auf Lehramt. Nach ihrem Examen unterrichtete sie Kinder im Alter von 9 bis 15 Jahren und betreute auch ein Jugendtheater. Als sie Unterstützung für das Theaterprojekt suchte, kam sie in Kontakt mit Lokalpolitikern; sie begann, sich in der Politik zu engagieren, und wurde Mitglied der Labour Party. Schon kurz nach ihrem Eintritt wurde sie Vorsitzende des Ortsvereins und war verantwortlich für die Frauengruppe des Ortsvereins. Sie wurde zum District Councillor in South Oxfordshire gewählt, zu einer Zeit, als die Labour Party eine Minderheitsparty im Bezirk war.
1983 kandidierte sie für einen Sitz im Unterhaus, erreichte aber nicht die Mehrheit. Sie war ein weiteres Jahr in der Lokalpolitik tätig und kandidierte dann erfolgreich für einen Sitz im Europäischen Parlament für den Wahlkreis Birmingham East. Sie saß von 1984 bis 1999 im Europäischen Parlament. Sie war im Ausschuss für die Rechte der Frau und die Gleichstellung der Geschlechter.  Nach dem Ende ihrer Parlamentarierzeit im Europäischen Parlament saß sie im Regionalparlament der West Midlands Regional. 1998 wurde sie zur Baroness Crawley, of Edgbaston in the County of West Midlands, erhoben. Von 2002 bis 2008 war sie Whip ihrer Partei im House of Lords.